# Здиргиш
Здиргиш — река в Московской области России, левый приток реки Нудоли, впадающей в Истринское водохранилище.
Протекает по территории Клинского района. Берёт начало в лесу, к востоку от Московского большого кольца А108. На Здиргише расположены деревни Грешнево и Щекино.

## Название
В «Каталоге рек и озёр Московской губернии» 1926 года И. А Здановского указана как р. Здеришка. Этот и другие варианты названия притоков разных порядков рек Вори, Десны, Дубны, Истры, Молокчи, Нудоли, Пахры, Пехорки — Вздериношка, Вздеринога, Вздериножка, Задериношка, Здеринога, Вздеришка — характеризуют незначительную глубину речек. Подобные названия широко распространены и в других северных областях России.

## Гидрология
Длина — 4 км. Равнинного типа. Питание преимущественно снеговое. Здиргиш замерзает в ноябре — начале декабря, вскрывается в конце марта — апреле.

## Достопримечательности
На левом берегу реки в деревне Щекино располагалось имение известного славянофила С. П. Шевырёва, которого посещал здесь знаменитый русский писатель Николай Гоголь.